# Leo Rosales
Leonel Rosales (né le 28 mai 1981 à Los Angeles, Californie, États-Unis) est un lanceur de relève droitier de baseball qui évolue dans les Ligues majeures pour les Diamondbacks de l'Arizona depuis 2008.

## Carrière
Leo Rosales est drafté en 20e ronde par les Padres de San Diego en 2003. Le 27 juillet 2007, il est échangé aux Diamondbacks de l'Arizona en retour de Scott Hairston, un voltigeur.
Rosales fait ses débuts dans les majeures le 15 juin 2008 pour Arizona. Âgé de 27 ans à sa saison recrue, il apparaît dans 27 parties des D-Backs, remporte une victoire contre une défaite et présente une moyenne de points mérités de 4,20.
En 2009, Rosales est 2-1 avec une moyenne de 4,76 en 33 sorties en relève.
En 2010, une opération au pied droit le tient à l'écart du jeu.